# Región Noreste Argentino
Die Region Noreste (NEA) ist eine argentinische Großregion. Sie umfasst den Norden und Nordosten Argentiniens. Seit 1999 wird sie mit der Región Noroeste Argentino zur sogenannten Región Norte Grande fusioniert.

## Gliederung

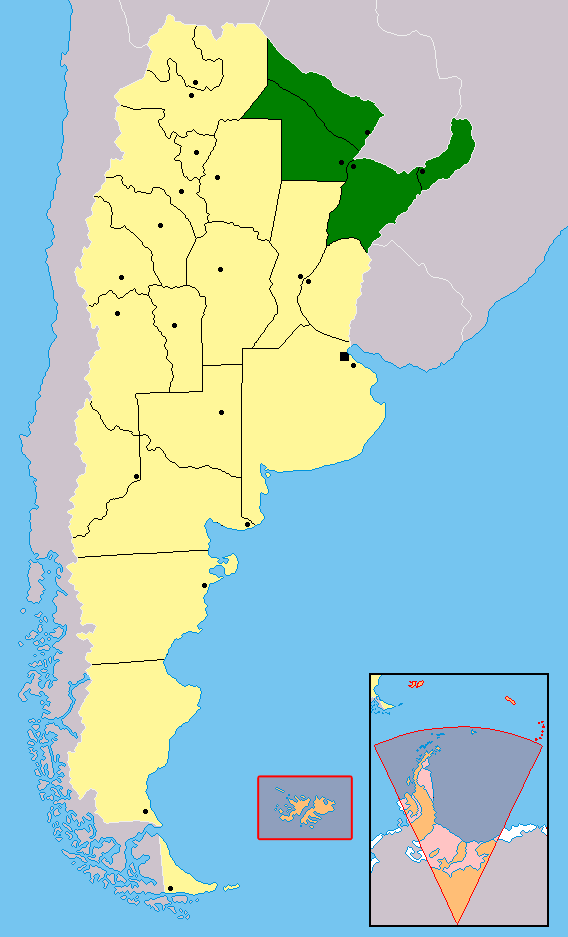
Lage der zum NEA gezählten Provinzen in Argentinien

Die Region umfasst folgende Provinzen:
- Corrientes
- Chaco
- Formosa
- Misiones

## Daten
Die Fläche der Region beträgt 289.699 Quadratkilometer, ihre Bevölkerung beträgt 3.356.495 (2001). Das Bevölkerungswachstum beträgt 1,8 % pro Jahr und die Bevölkerungsdichte liegt bei 11,6 Einwohner pro Quadratkilometer.

## Wichtige Städte
Die besonders von der Agro-Industrie geprägten Städte Corrientes (316.782 Einwohner) und Resistencia (359.590 Einwohner) am Río Paraná, die einen gemeinsamen Großraum bilden, sind die wichtigsten Städte der Region. Es folgen Posadas (279.961 Einwohner) und Formosa (198.074 Einwohner), daneben auch die Regionalzentren Presidencia Roque Sáenz Peña im Chaco und Oberá in Misiones.

## Geografie
Der Westen der Region wird von der savannenähnlichen Ebene des Gran Chaco geprägt, der im Osten feucht, im Westen jedoch relativ trocken ist. In den östlichen Provinzen Corrientes und Misiones findet man die Sumpflandschaft von Corrientes, die noch zur Pampa-Ebene zu rechnen ist, sowie den subtropischen Regenwald von Misiones. Dort befinden sich auch mit bis zu 850 Metern die einzigen nennenswerten Gebirgszüge der Region.

## Wirtschaft
Die Region ist besonders von der Landwirtschaft und der Viehzucht geprägt, die extensiv betrieben werden. Eine Besonderheit ist der Yerba-Mate-Anbau in der Provinz Misiones. Auch die Forstwirtschaft ist in der ganzen Region verbreitet, da viele wertvolle Holzsorten hier wachsen. Dies wird versucht unter Kontrolle zu halten, da ein Großteil der Waldfläche vor allem in Misiones und im südlichen Chaco schon abgeholzt worden sind und diese Gebiete teilweise von der Verwüstung bedroht sind.
Insgesamt gehören die vier Provinzen zu den ärmeren des Landes, mit Ausnahme der in den letzten Jahrzehnten aufstrebenden Provinz Chaco. Das Bruttosozialprodukt pro Kopf in Formosa dagegen ist das niedrigste des gesamten Landes, mehr als 50 % der Einwohner leben von der Sozialhilfe.

## Projekte
Ähnlich wie in der Región Noroeste Argentino im Nordwesten des Landes setzt man auch im Nordosten auf den Corredor Bioceánico, die Verbindungsstraße zwischen Atlantik und Pazifik, die der Region insbesondere im wenig entwickelten Westen wirtschaftliche Impulse geben soll.

## Tourismus
Das bedeutendste Zentrum des Tourismus im Noreste Argentino sind die Wasserfälle von Iguazú, die wasserreichsten der Erde, im Urwald von Misiones. Ebenso wie Iguazú haben die Jesuitenreduktionen in Misiones den Status von Welterbestätten, etwa San Ignacio Miní. Neben Iguazú bietet die Region noch einen zweiten Nationalpark, den Nationalpark Río Pilcomayo in Formosa. Eine weitere Touristenattraktion ist der Karneval in der Provinz Corrientes.